# Avenue de Salonique
L'avenue de Salonique est une voie du 17e arrondissement de Paris, en France.

## Situation et accès
L'avenue de Salonique est une voie située dans le 17e arrondissement de Paris. Elle débute au 2, boulevard d'Aurelle-de-Paladines et 1, allée du Général-Koenig et se termine au 15, boulevard de Dixmude.
Elle donne accès au square Marguerite-Long.

## Origine du nom

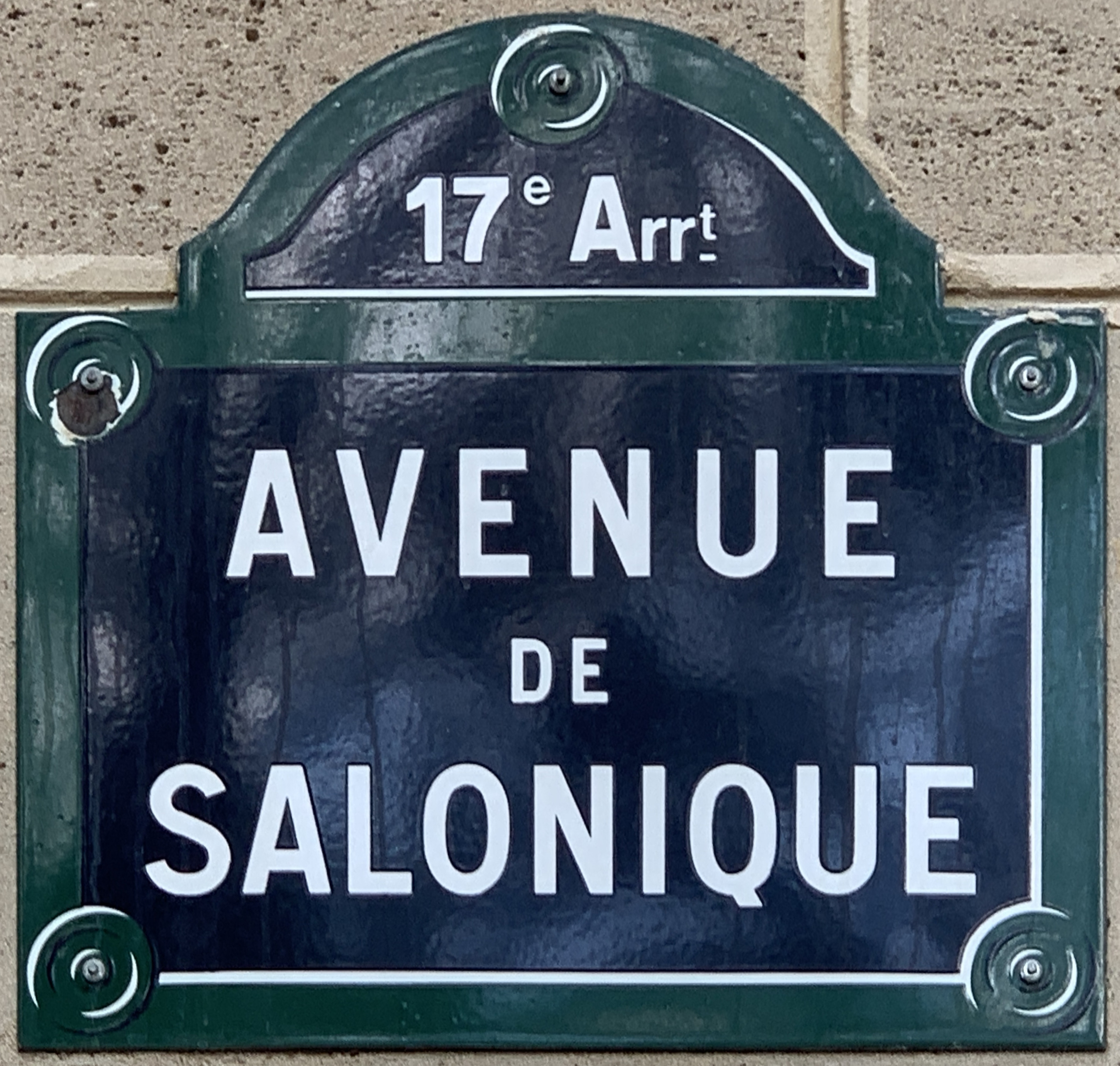
Plaque de l'avenue.

Elle porte le nom du port grec de Salonique, où s'installèrent les troupes alliées après leur échec aux Dardanelles en 1915, et à partir duquel Franchet d'Espèrey effectua son offensive victorieuse en septembre 1918.

## Historique
Cette voie est ouverte par la Ville de Paris sur l'ancien territoire de Neuilly-sur-Seine, annexé à Paris par décret du 18 avril 1929 et prend son nom actuel le 3 février 1936.